# Clusia hammeliana
Clusia hammeliana är en tvåhjärtbladig växtart som beskrevs av Pipoly. Clusia hammeliana ingår i släktet Clusia och familjen Clusiaceae. Utöver nominatformen finns också underarten C. h. obtusiuscula.